# Saddle Rock-Malibu AVA
Saddle Rock-Malibu AVA (anerkannt seit dem 17. Juli 2006) ist ein Weinbaugebiet im US-Bundesstaat Kalifornien. Das Gebiet liegt im Verwaltungsgebiet Los Angeles County auf dem Gelände der einstigen – über 800 km² großen – Saddle Rock Ranch. Die Weinregion mit geschützter Herkunftsbezeichnung (American Viticultural Area) liegt hoch in den Santa Monica Mountains im Norden von Los Angeles.